# NGC 6570
NGC 6570 este o galaxie situată în constelația Ophiuchus. A fost descoperită în 2 iunie 1864 de către Albert Marth. Se află la o distanță de 34,7 de megaparseci de Pământ.